# NGC 548
NGC 548 è una galassia ellittica situata nella costellazione della Balena a una distanza di circa 245 milioni di anni luce dalla nostra Via Lattea.

## Scoperta
NGC 548 è stata scoperta il 2 novembre 1867 dall'astronomo statunitense George Mary Searle.

## Gruppo di NGC 585 e Abell 194
Secondo lo studio pubblicato da Garcia nel 1993, NGC 548 fa parte anche del Gruppo di NGC 585, un raggruppamento che comprende almeno 23 galassie. Le altre galassie di questo gruppo incluse nel New General Catalogue sono: NGC 519, NGC 538, NGC 541, NGC 543, NGC 545, NGC 547, NGC 570 e NGC 585.
Questo gruppo fa parte anche del più vasto ammasso di galassie denominato Abell 194.
La designazione DRCG 7-56 è stata utilizzata da Wolfgang Steinicke per indicare che questa galassia figura nel catalogo degli ammassi galattici di Alan Dressler. I numeri 7 e 56 indicano rispettivamente che si tratta del 7º ammasso (Abell 194) e della 56ª galassia di questa lista.
Questa galassia è designata Abell 194:[D80] 56 dal database NASA/IPAC.